# 学校法人志學館学園
学校法人志學館学園（がっこうほうじんしがくかんがくえん）は、日本の学校法人。鹿児島県鹿児島市高麗町5番27号に学園本部を置く。

## 沿革
- 1907年（明治40年）　鹿児島女子手藝伝習所開設。
- 1948年（昭和18年）　財団法人実践学園設立認可。
- 1951年（昭和26年）　財団法人の組織を変更し、私立学校法に定める学校法人実践学園設立。
- 1966年（昭和41年）　鹿児島女子短期大学開設。
- 1979年（昭和54年）　鹿児島女子大学開設。
- 1987年（昭和62年）　志學館中等部開設。
- 1990年（平成2年）　志學館高等部開設。
- 1999年（平成11年）　学校法人実践学園を学校法人志學館学園と改称。
- 1999年（平成11年）　鹿児島女子大学を志學館大学と改称。
- 2005年（平成17年）　志學館大学大学院（修士課程）を設置。
- 2006年（平成18年） - 鹿児島学芸高等学校が廃止される。

## 設置している学校
大学
- 志學館大学
- 鹿児島女子短期大学

中学・高等学校
- 志學館中等部・高等部

幼稚園
- 鹿児島女子短期大学附属かもめ幼稚園
- 鹿児島女子短期大学附属すみれ幼稚園
- 鹿児島女子短期大学附属なでしこ幼稚園

保育園
- なでしこ保育園

## かつて設置していた学校
高等学校
- 鹿児島学芸高等学校（2006年7月5日廃止）